# Ħaż-Żabbar
Ħaż-Żabbar, connue aussi comme Żabbar est la sixième ville en importance de Malte avec un peu plus de 15 000 habitants. Originellement une partie de Zejtun, Żabbar se fit attribuer le titre de Citta Hompesch par le dernier des Grands Maîtres de l'ordre de Saint-Jean de Jérusalem à régner sur Malte, Ferdinand von Hompesch.
La fête du village est réputée et se tient le premier dimanche après le 8 septembre; elle implique un pèlerinage de motos et de vélos, partant respectivement de Mosta et Rabat, respectivement. Ceci est fait en l'honneur de Notre-Dame-de-Grâces, sainte patronne des cyclistes.
Vu sa population croissante (elle a plus que doublé au cours des 20 dernières années), une nouvelle zone pastorale, connue sous le nom de St. Andrew's, s'est développée à Żabbar. De plus, son hameau côtier, Xgħajra, qui n'avait même pas 150 habitants il y a de cela 30 ans, en compte aujourd'hui presque 1000 et a été dissocié de Żabbar pour devenir un conseil local en soi. Marsaskala, une ville côtière au sud de Żabbar, a également fait partie de cette dernière autrefois.

## Origine

### Toponymie
Le nom de la ville dérive probablement du maltais inżabbar, le processus de soins des arbres, la coupe des branches rebelles et mortes. En effet, plusieurs familles spécialisées dans ce domaine ont effectivement habité les environs du village au Moyen Âge.

## Paroisse

### Église
La ville est très dévouée, particulièrement à Notre-Dame-de-Grâces, à qui le sanctuaire de la ville est dédié. Un bon nombre de peintures et autres artéfacts se trouvent au musée de l'église du village, plusieurs d'entre elles portant d'une façon ou une autre les lettres « VFGA » imprimées sur elles. Il s'agit de l'abréviation latine pour « Votum Fecit et Gratia Acceptit », signifiant qu'un « miracle » a été alloué au peuple à cause d'intercessions par la Madonna tal-Grazzja, Notre-Dame-de-Grâces. Ces peintures dépeignent souvent des sujets marins, et donnent bon nombre de détails sur les bateaux de l'époque des chevaliers de l'ordre de Saint-Jean de Jérusalem.

## Histoire
Après l'occupation française de Malte, la population maltaise en général devint rapidement ennuyée de ses dirigeants et se rebella. Une bataille mémorable prit place devant le Sanctuaire de Żabbar. Depuis ce jour, on peut voir des boulets de canon de l'époque française dans les murs de certaines maisons des plus vieilles parties de la ville et quelques-uns se trouvent au musée de l'église après avoir été retirés du dôme de la vieille église. Plus récemment, le 14 octobre 1975, un avion militaire Avro Vulcan a explosé au-dessus de la ville, laissant choir des morceaux entre autres sur l'école et une aile pleine de carburant tomba sur la rue du Sanctuaire, la rue principale de la ville. Heureusement, les enfants étaient en pause à ce moment et aucun ne se trouvait dans l'école au moment de l'accident (à cette époque, les enfants rentraient chez eux pour la pause et revenaient ensuite à l'école). On ne déplora en bout de ligne qu'une seule victime à cet accident qui toucha pourtant plusieurs parties de la ville, un malheureux qui fut frappé par un câble électrique sectionné par l'aile de l'avion qui venait de tomber. De nombreux items se retrouvent aujourd'hui au musée.

## Géographie
| Birgu  | Kalkara | Xgħajra    |
| Bormla | Żabbar  | Marsaskala |
| Fgura  | Żejtun  |            |

## Activités économiques
Żabbar est aujourd'hui prospère, avec de nombreuses petites et moyennes entreprises ouvrant leurs portes pour combler les besoins toujours grandissants des citoyens.

## Patrimoine et culture

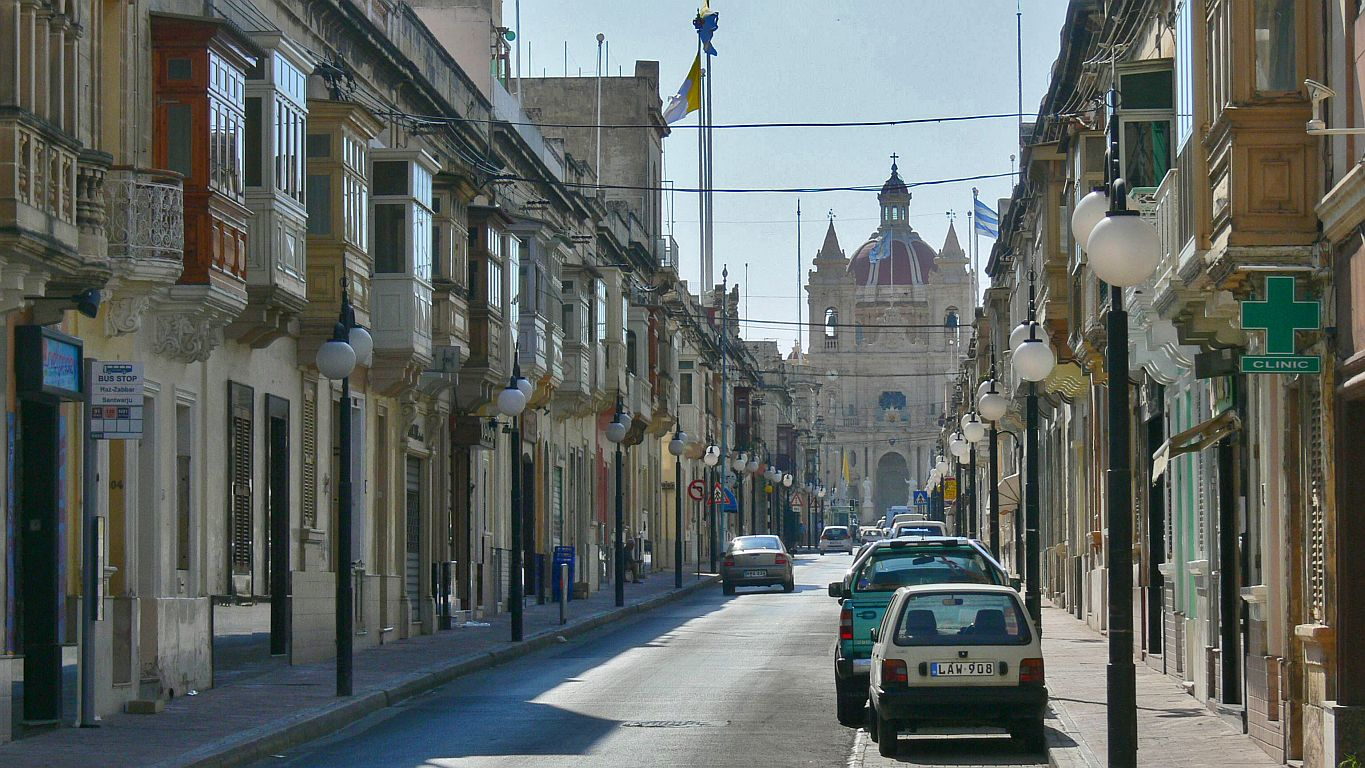
Rue du centre menant à l'église
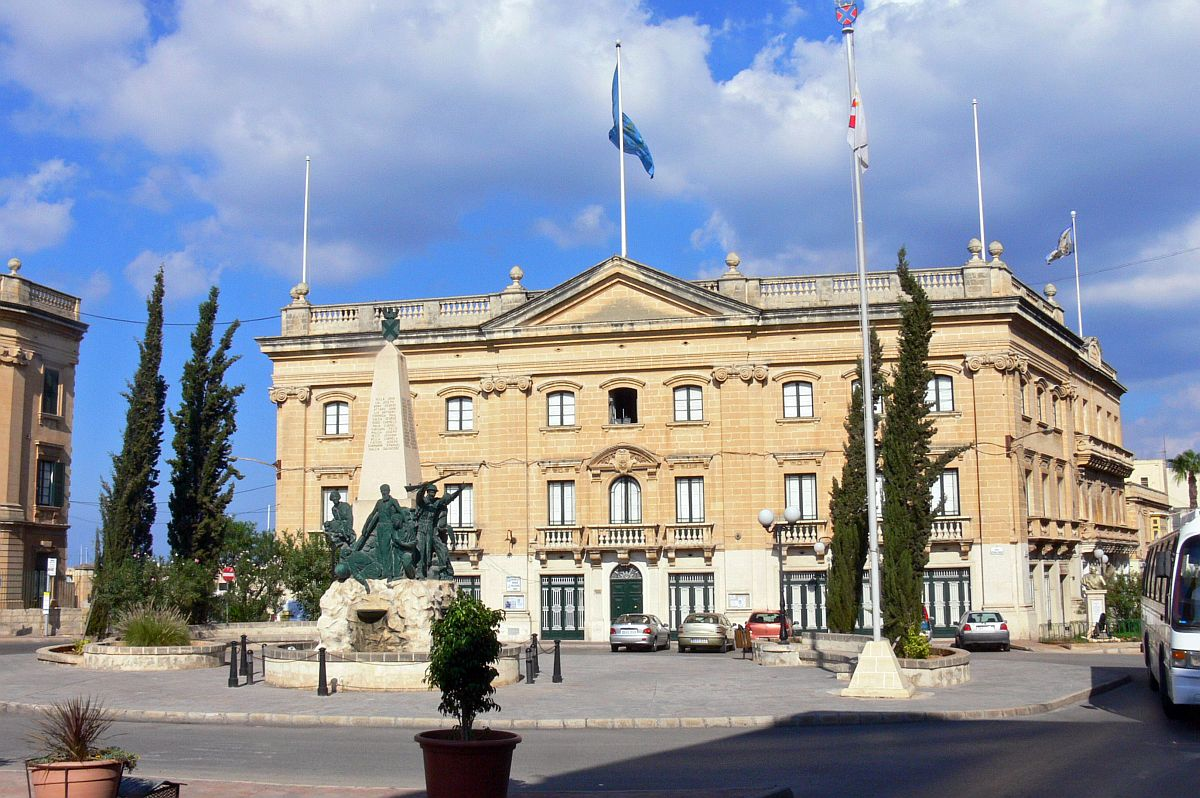
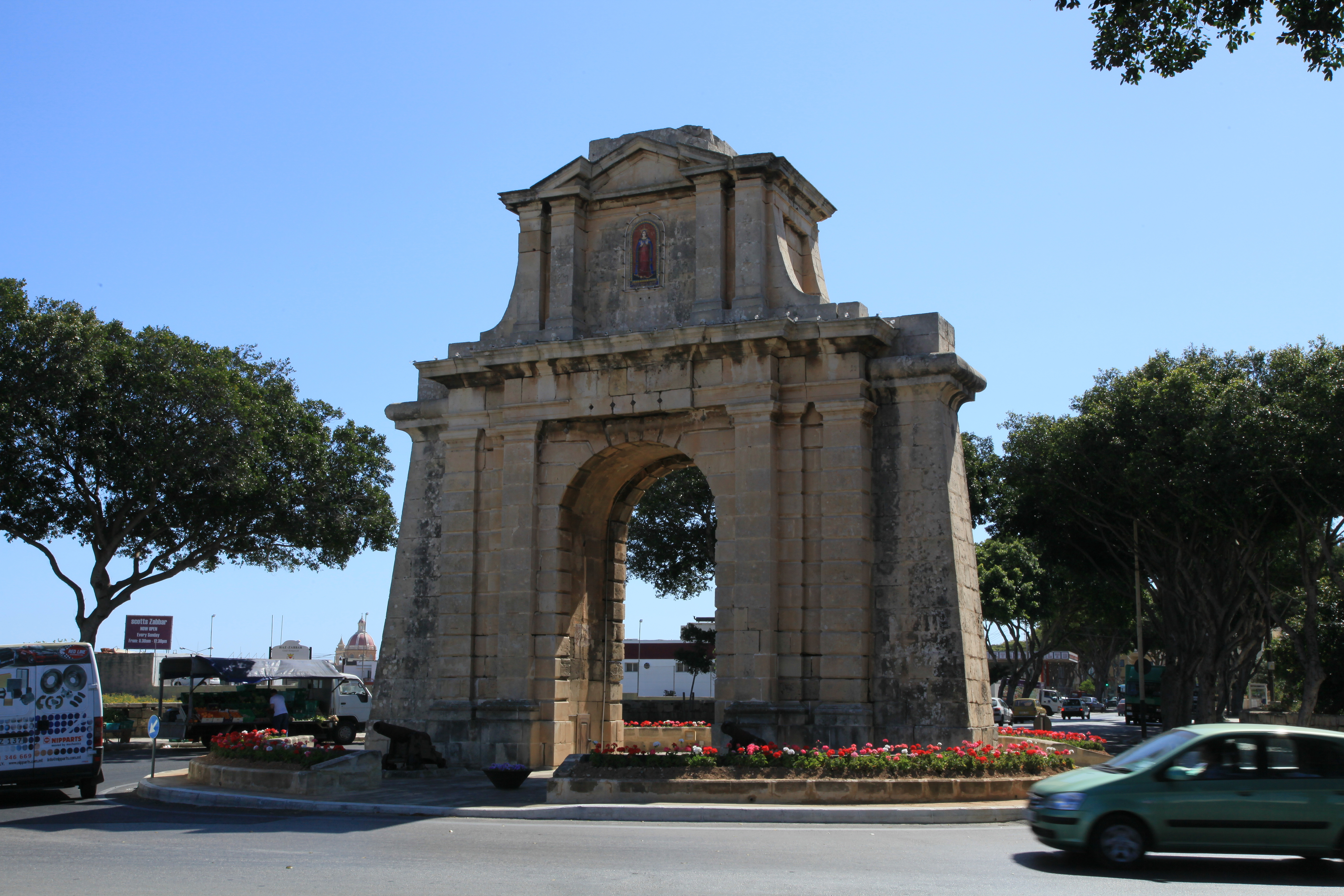
Porte Hompesch
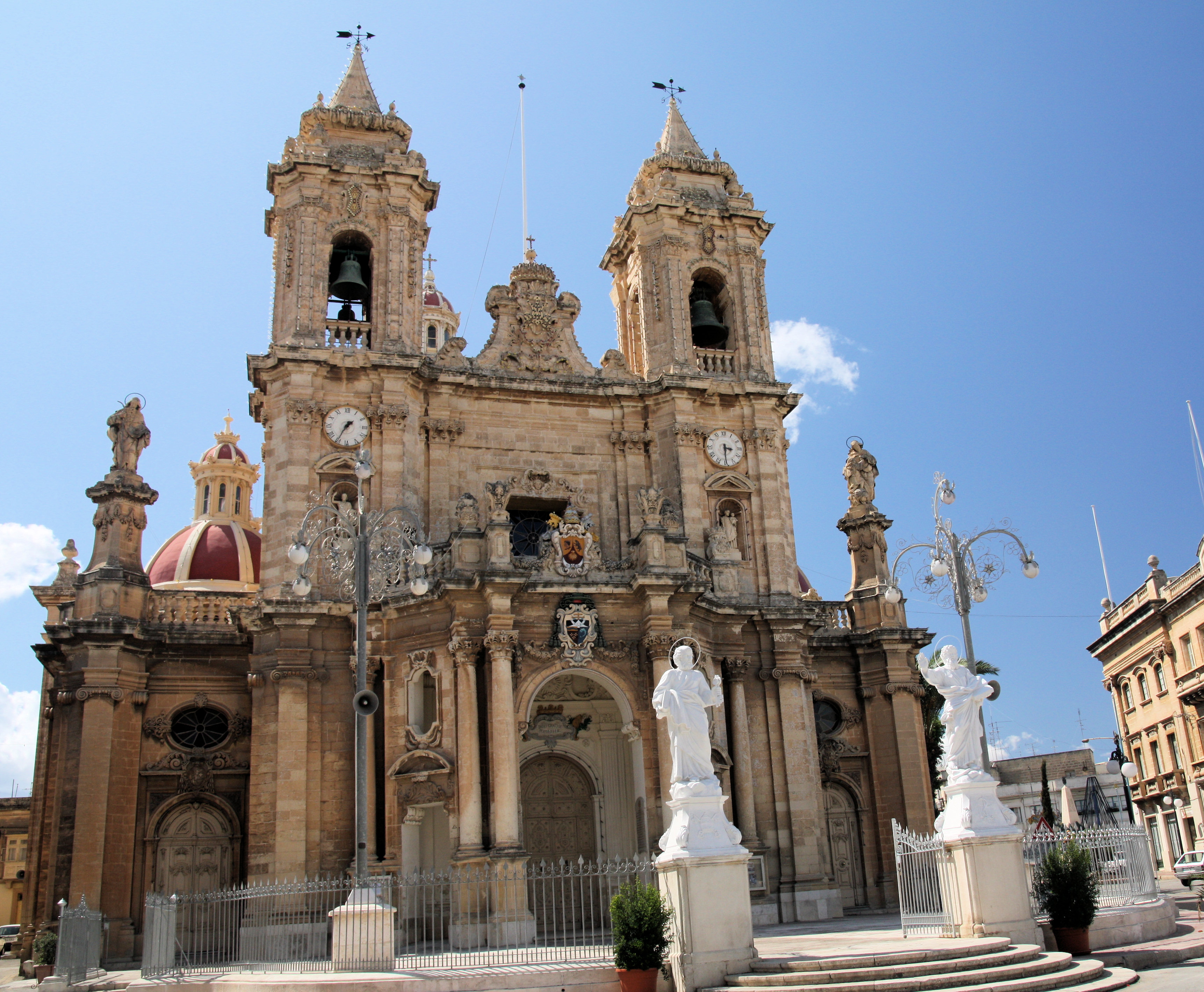
L'église Notre-Dame-de-Grâces à Żabbar
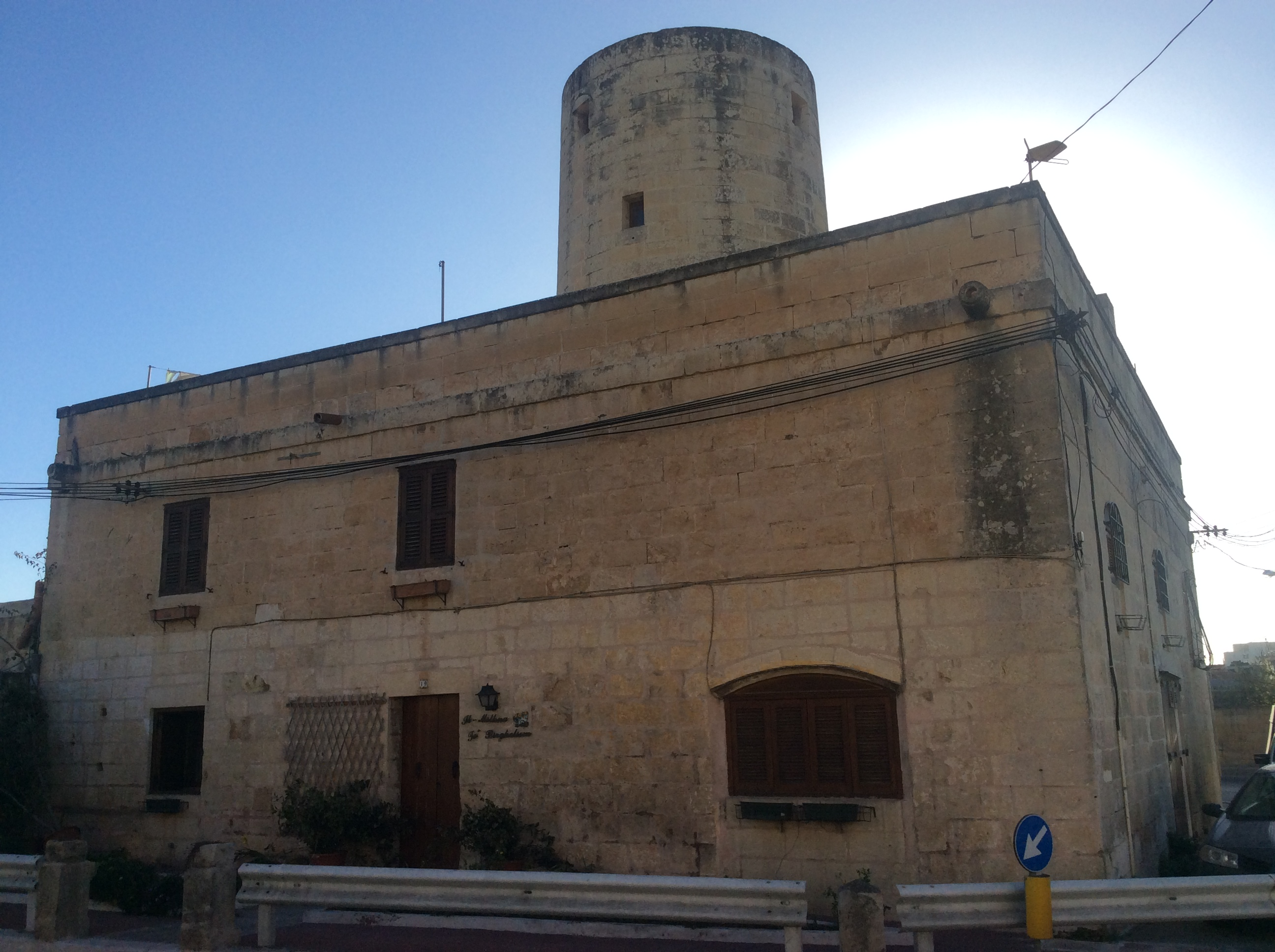
Moulin à vent
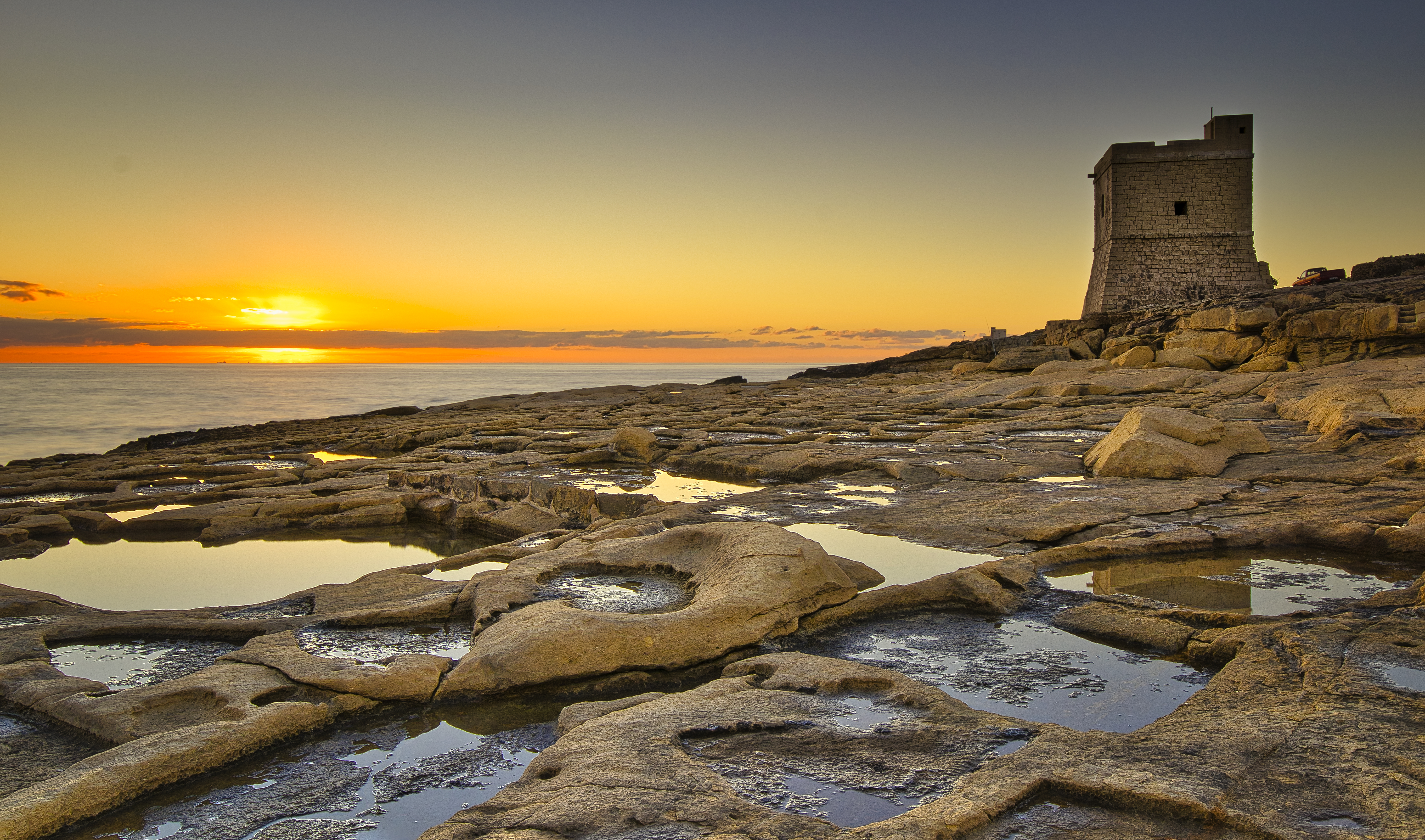
La tour Torri ta' Triq il-Wiesgħa, un mirador (surveillance) près de Ħaż-Żabbar. Février 2020.
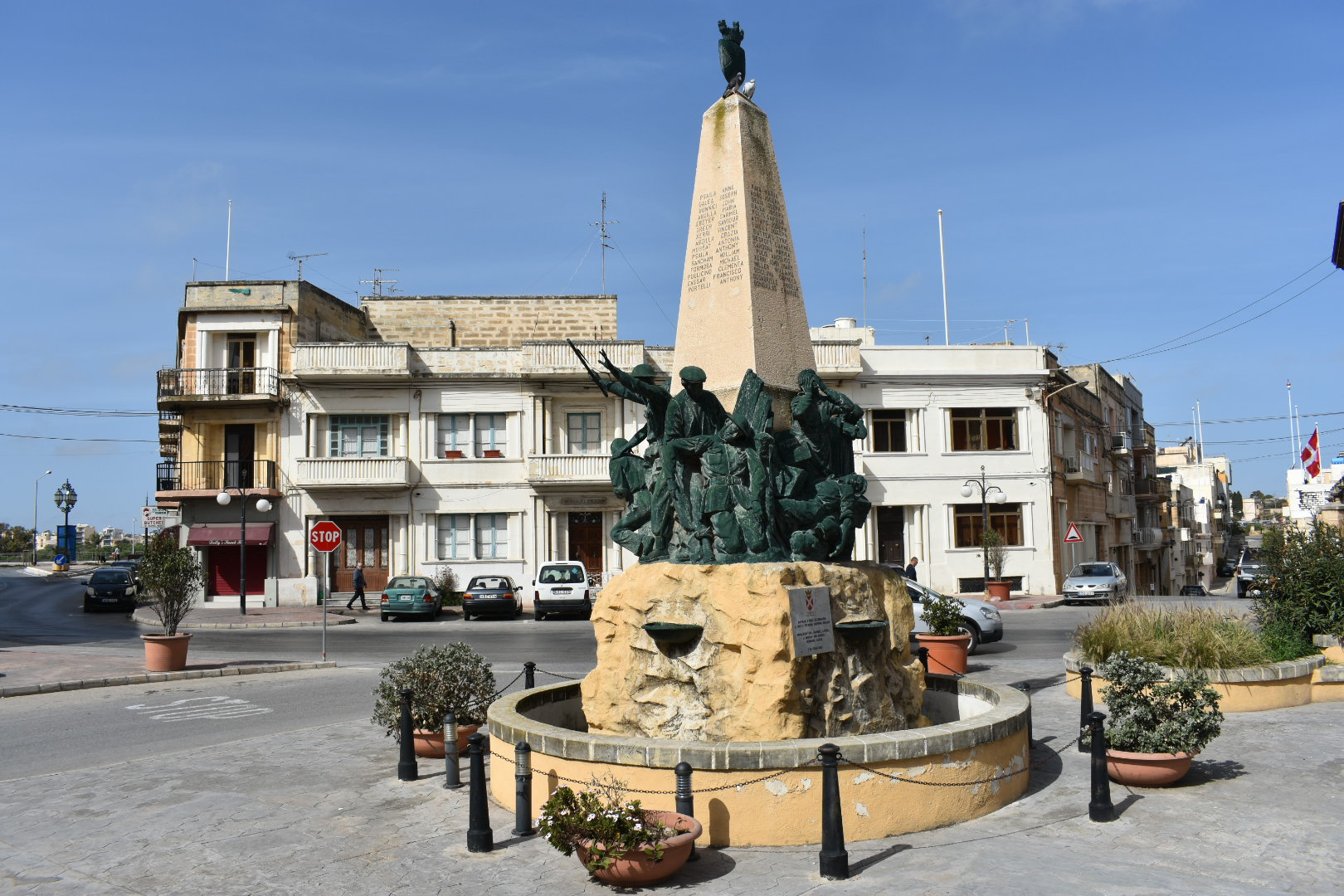
Monument aux morts (Żabbar Piazza)

### Personnes notables
Parmi les personnalités célèbres issues de Żabbar, on compte l'ancienne présidente Miss Agatha Barbara ou encore le docteur Frans Chetcuti.

### Sport
Le principal club de football de la ville est le St. Patrick's FC.

## Jumelages
- Eschborn (Allemagne) depuis mai 2010[2]